# AD Carmelita
Asociación Deportiva Carmelita – kostarykański klub piłkarski z siedzibą w mieście Alajuela, obecnie występuje w Segunda División.

## Historia
Zespół został założony 20 października 1948 pod nazwą Carmen FC. Dwa lata później przystąpił do rozgrywek trzecioligowych, które zwyciężył w rozgrywkach 1952, awansując na zaplecze najwyższej klasy rozgrywkowej. W Segunda División spędził z kolei pięć sezonów i w pierwszej lidze – Primera División de Costa Rica – zadebiutował w 1958 roku, zajmując wówczas piąte miejsce na osiem drużyn.
Przed rozgrywkami 1961 pięć zespołów wycofało się z rozgrywek ligowych organizowanych przez związek piłkarski – Federación Costarricense de Fútbol – tworząc własną federację o nazwie Asociación de Fútbol. Zostały wówczas rozegrane dwa równoległe sezony; Carmen FC wraz z dwoma innymi ekipami pozostał w lidze FEDEFUTBOL, zajmując w niej pierwsze miejsce, jednak to rozgrywki Asofútbol były uznawane za oficjalne i mistrzostwo dla Carmen zostało zatwierdzone dopiero w 1999 roku przez władze nowej ligi kostarykańskiej – UNAFUT. Po sezonie 1961 obydwie ligi ponownie się połączyły, przez co między trójką ekip z FEDEFUTBOL musiały zostać rozegrane baraże o utrzymanie. Drużyna Carmen, zaraz po osiągnięciu mistrzostwa, spadła wówczas z najwyższego poziomu rozgrywek.
Po relegacji zespół Carmen przez kilkadziesiąt lat występował w drugiej i trzeciej lidze. Ponownie dostał się do Primera División w 1983 roku, jednak tuż potem spadł z powrotem na zaplecze najwyższego poziomu rozgrywek. W 1992 kolejny raz awansował do pierwszej ligi, zmieniając wówczas nazwę na Asociación Deportiva Carmelita. Wtedy zdołał utrzymać się w Primera División przez dłuższy okres, spadając z niej dopiero po rozgrywkach 2008/2009.

## Osiągnięcia
Krajowe
- Primera División de Costa Rica
  - Zwycięstwo (1): 1961